# Roy Chiao
Roy Chiao (chinesisch 喬宏 / 乔宏, Pinyin Qiáo Hóng, Jyutping Kiu4 Wang4; * 16. März 1927 in Shanghai, China; † 14. April 1999 in Seattle, Washington) war ein chinesischer Schauspieler.
Chiao begann mit dem Film Spring Song seine Karriere als Schauspieler. Nach diesen Film spielte er weiterhin überwiegend in chinesischen Filmen mit, unter anderem in dem Meisterwerk Ein Hauch von Zen von Regisseur King Hu, welches seinerzeit Maßstäbe setzte. Er trat außerdem in zwei Filmen mit Bruce Lee auf: Der Mann mit der Todeskralle und Bruce Lee – Mein letzter Kampf. Mit Jackie Chan spielte er in den Filmen Action Hunter, Der Protektor und Powerman 3.
Chiao trat selten in ausländischen Filmen auf. Eine seiner bekanntesten ausländischen Rollen war die des Lao Che in dem Indiana-Jones-Film Indiana Jones und der Tempel des Todes. Im Film Bloodsport, der den Durchbruch von Jean-Claude Van Damme bedeutete, verkörpert er Mr. Tanaka, seinen Trainer und väterlichen Freund.
Nach seinen vielen Filmauftritten endete seine Karriere mit dem Film All's Well, Ends Well im Jahre 1997. Zwei Jahre später starb Roy Chiao im Alter von 72 Jahren an einer Herzkrankheit.